# Epidendrum bisulcatum
Epidendrum bisulcatum är en orkidéart som beskrevs av Oakes Ames. Epidendrum bisulcatum ingår i släktet Epidendrum och familjen orkidéer. Inga underarter finns listade i Catalogue of Life.